# Temida Stankiewicz-Podhorecka
Temida Longina Stankiewicz-Podhorecka (ur. 13 kwietnia 1946) – polska dziennikarka i krytyczka teatralna. 

## Życiorys
W czasach PRL była dziennikarką Życia Warszawy. Obecnie współpracuje z Naszym Dziennikiem.

## Odznaczenia
W marcu 2019 minister kultury i dziedzictwa narodowego Piotr Gliński odznaczył ją Brązowym Medalem „Zasłużony Kulturze Gloria Artis”. W 2023 otrzymała Medal „Pro Patria”.

## Wybrane publikacje
- Listy Marka Hłaski, Oficyna Ypsylon, Warszawa 1994.